# دومينال غليسون
دونال جليسون (بالإنجليزية: Domhnall Gleeson)‏ (و. 1983 – م) هو ممثل، وكاتب سيناريو، وكاتب، وممثل مسرحي، وممثل أفلام من جمهورية أيرلندا . ولد في دبلن .

## روابط خارجية
- دومينال غليسون على موقع IMDb (الإنجليزية)
- دومينال غليسون على موقع ميتاكريتيك (الإنجليزية)
- دومينال غليسون على موقع روتن توميتوز (الإنجليزية)
- دومينال غليسون على موقع قاعدة بيانات الأفلام العربية
- دومينال غليسون على موقع ألو سيني (الفرنسية)
- دومينال غليسون على موقع ميوزك برينز (الإنجليزية)
- دومينال غليسون على موقع أول موفي (الإنجليزية)
- دومينال غليسون على موقع قاعدة بيانات برودواي على الإنترنت (الإنجليزية)
- دومينال غليسون على موقع قاعدة بيانات الأفلام السويدية (السويدية)
- دومينال غليسون على موقع ديسكوغز (الإنجليزية)